# Gunnar Andersen (Radsportler)
Gunnar Andersen (* 12. Mai 1911 in Kopenhagen; † 13. November 1981 in Kildebrønde) war ein dänischer Radrennfahrer.

## Sportliche Laufbahn
Sein vollständiger Name lautete Gunnar Tycho Langhof Andersen. Er startete für den Verein ABC Kopenhagen. Andersen war Teilnehmer der Olympischen Sommerspiele 1932 in Los Angeles. Bei den Spielen 1932 wurde er im olympischen Straßenrennen beim Sieg von Attilio Pavesi als 18. klassiert. Die dänische Mannschaft gewann in der Mannschaftswertung die Silbermedaille. Andersen wurde mit seiner Platzierung nicht gewertet, erhielt aber dennoch eine Medaille.